# 郵政廣場站
郵政廣場站（羅馬化：Ploshtova Ploshcha,  （ⓘ））是基輔地鐵奧博隆-特列姆基線的一個車站，開通於1976年12月17日。站名取自於附近的郵政廣場。郵政廣場站的附近有基輔纜車。

## 外部連結
- Kyivsky Metropoliten — Station description and photographs （乌克兰語）
- Metropoliten.kiev.ua （页面存档备份，存于） — Station description and photographs （俄文）